# Hřbitov v Ohnišťanech
Hřbitov v Ohnišťanech je obecní pohřebiště, zřízené na jih od obce Ohnišťany v okrese Hradec Králové ve druhé polovině 19. století.

## Historie
Původní ohnišťanský hřbitov se nacházel přímo v centru obce, kolem farního kostela svatého Václava poblíž návsi. Byl hřbitovem pro obvod celé farnosti a vzhledem ke své poloze a nemožnosti rozšíření (majitelé sousedních pozemků nebyli ochotni k jejich prodeji a starý hřbitov byl postupně zcela obklopen obecní zástavbou), a z toho plynoucí nemožností dodržet stanovené limity (časové odstupy mezi pohřby do stejných hrobů), začalo být uvažováno o výstavbě nového pohřebiště.
Nový hřbitov byl po jistých diskusích zřízen v roce 1867 v polích na jih od obce, v té době zcela mimo obecní zástavbu. Původně se jednalo o jediné pohřebiště pro celé území farnosti (kromě Ohnišťan též obce Staré Smrkovice, Šaplava a Tereziny Dary). Hřbitov byl původně církevní, v roce 1949 jeho správu převzala obec. Ve Starých Smrkovicích a Šaplavě byly později zřízeny samostatné hřbitovy. S rozvojem zástavby Ohnišťan došlo k tomu, že obecní zástavba pokročila až téměř ke hřbitovu. Ve 21. století byla hrobka v ohrazení hřbitova upravena tak, že její nadzemní část byla adaptována na kolumbárium.

## Stavební podoba
Hřbitov je ohrazené místo obdélného půdorysu (který je ve vstupní části hřbitova mírně nepravidelný). V centrální části hřbitova se nachází hlavní hřbitovní kříž, v ose hřbitova (ve středu jižní ohradní zdi) je novogotická kaplová hrobka rodiny Dreslerovy (nynější kolumbárium). Na ploše hřbitova je několik výtvarně pozoruhodných náhrobků místních hospodářů z přelomu 19. a 20. století.

## Osobnosti, pohřbené na hřbitově
- Josef Hanuš (1876–1928), římskokatolický kněz, jeden ze zakladatelů české religionistiky
- František Smetana (1914–2004), český violoncellista a hudební pedagog